# Rodrigo Arús
 Rodrigo Arus  (Montevideo, Uruguay, 20 de febrero de 1995) es un tenista profesional uruguayo.

## Carrera
Su mejor ranking individual es el Nº 1190 alcanzado el 10 de noviembre de 2014, mientras que en la modalidad de dobles logró el puesto 1553 el 26 de diciembre de 2016.
No ha logrado hasta el momento títulos de la categoría ATP ni de la ATP Challenger Tour. Tampoco ha obtenido títulos Futures.

### Copa Davis
Desde el año 2015 es participante del Equipo de Copa Davis de Uruguay. Tiene en esta competición un récord total de partidos ganados/perdidos de 1/4 (1/3 en individuales y 0/1 en dobles).

## Títulos; 0 (0 + 0)
| Leyenda                     | Individuales | Dobles |
| --------------------------- | ------------ | ------ |
| Grand Slam                  | 0            | 0      |
| ATP World Tour Finals       | 0            | 0      |
| ATP World Tour Masters 1000 | 0            | 0      |
| ATP World Tour 500 Series   | 0            | 0      |
| ATP World Tour 250 Series   | 0            | 0      |
| ATP Challenger Series       | 0            | 0      |
| Futures                     | 0            | 0      |